# La Cumbre (La Plata)
La Cumbre es un barrio de la ciudad de La Plata, provincia de Buenos Aires, Argentina. Es considerado parte del recientemente creado barrio San Carlos, al sudoeste de La Plata.
Hasta los años 1980 contaba con un apeadero del Ferrocarril Provincial De Buenos Aires Ramal P1 a Avellaneda, pero la misma fue clausurada en 1977 y sus terrenos usurpados por viviendas.